# Музей Макао
Музей Макао (кит.: 澳門博物館; порт. Museu de Macau) — музей у місті Макао, де представлено історичну та культурну спадщину спеціального адміністративного району Китаю.
| Музей Макао розташований на території старої міської фортеці, яку спорудили єзуїти в XVII столітті, неподалік від руїн собору Святого Павла. Міська фортеця була головною оборонною спорудою Макао протягом більше ніж трьох століть. 1965 року вона була передана метеорологічній службі. Музей почав діяти на цьому місці починаючи з кінця XX століття. |

## Опис
У музеї три поверхи, два з яких — підземні. На першому поверсі розповідається про історію Макао, економіку, релігію та культуру двох цивілізацій: Китаю та Португалії. На другому поверсі — про різні традиції та народні мистецтва Макао, також тут можна довідатись про релігійні обряди та традиційні свята міста. На третьому поверсі виставка сучасного мистецтва з самими різними аспектами міського життя.
На території музею є кав'ярня та сувенірна крамниця, а також бар «The South Gate Snack Bar», що розташований біля південних воріт фортеці і виконаний в стилі барів Південної Європи. З оглядового майданчика гори, на якій розташований музей, відкривається чудовий вид на місто.
Загальна площа музею - 2800 квадратних метрів, з яких приблизно 2100 квадратних метрів виставкової площі. Музей перебуває під захистом ЮНЕСКО.

## Галерея

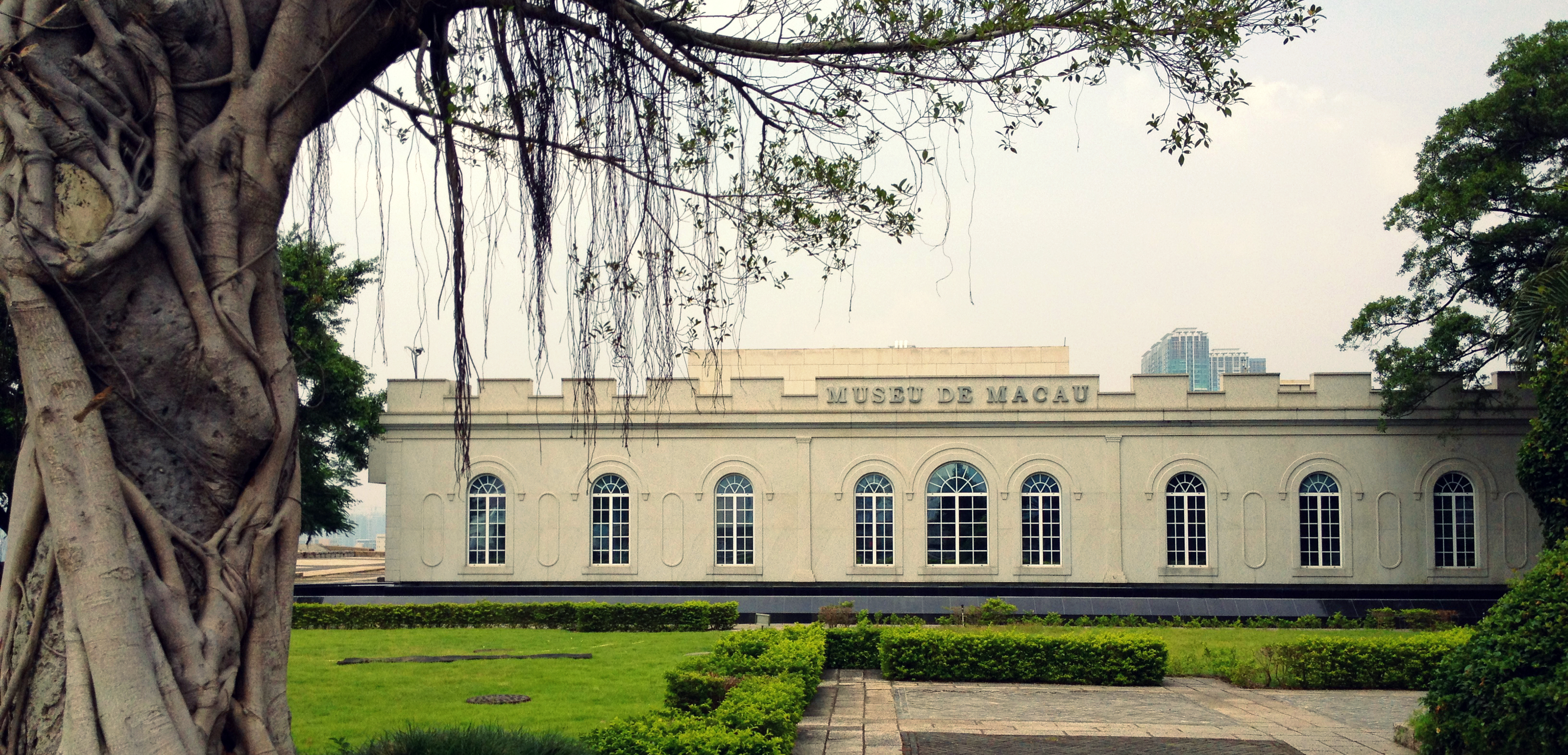
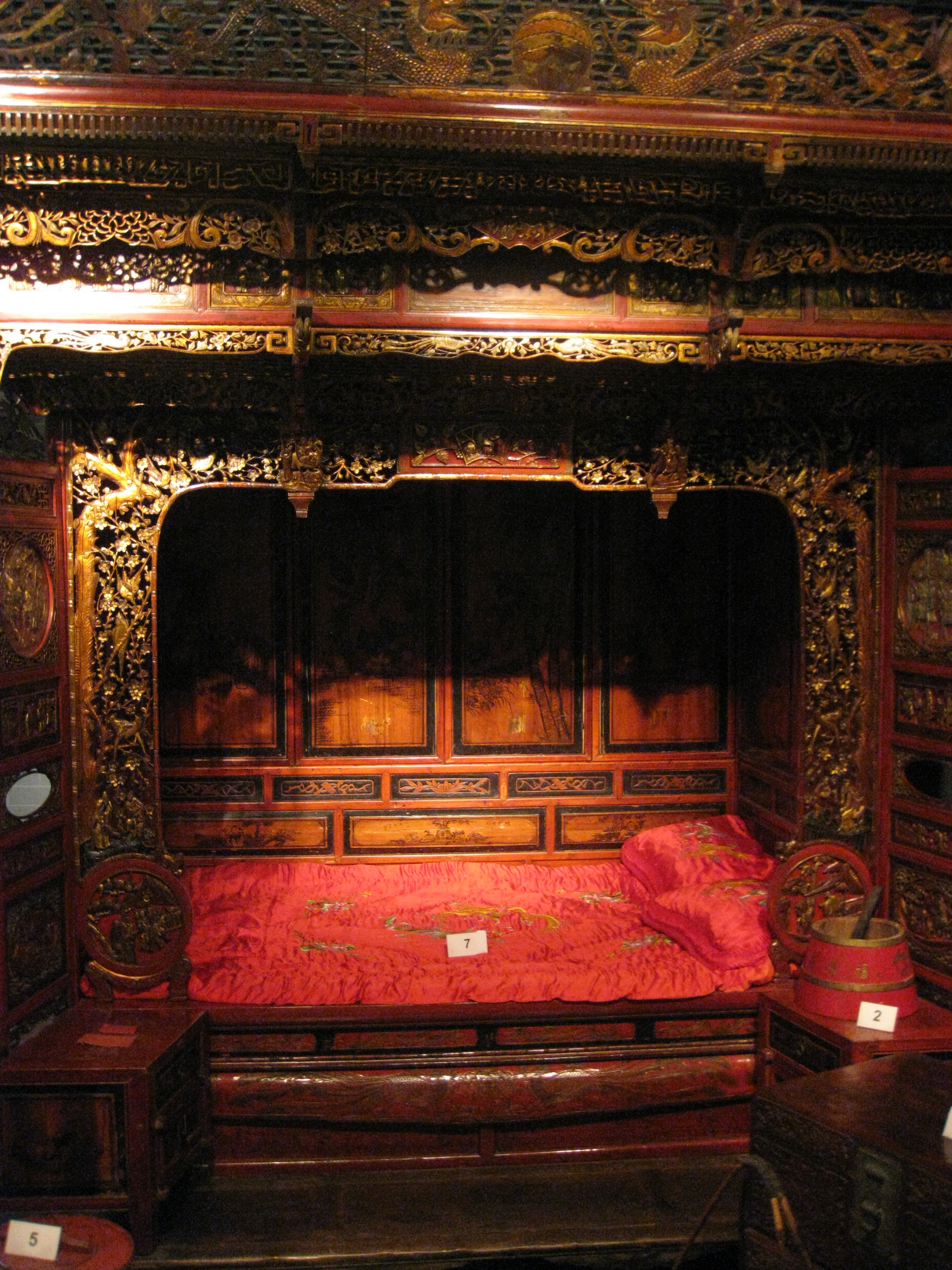
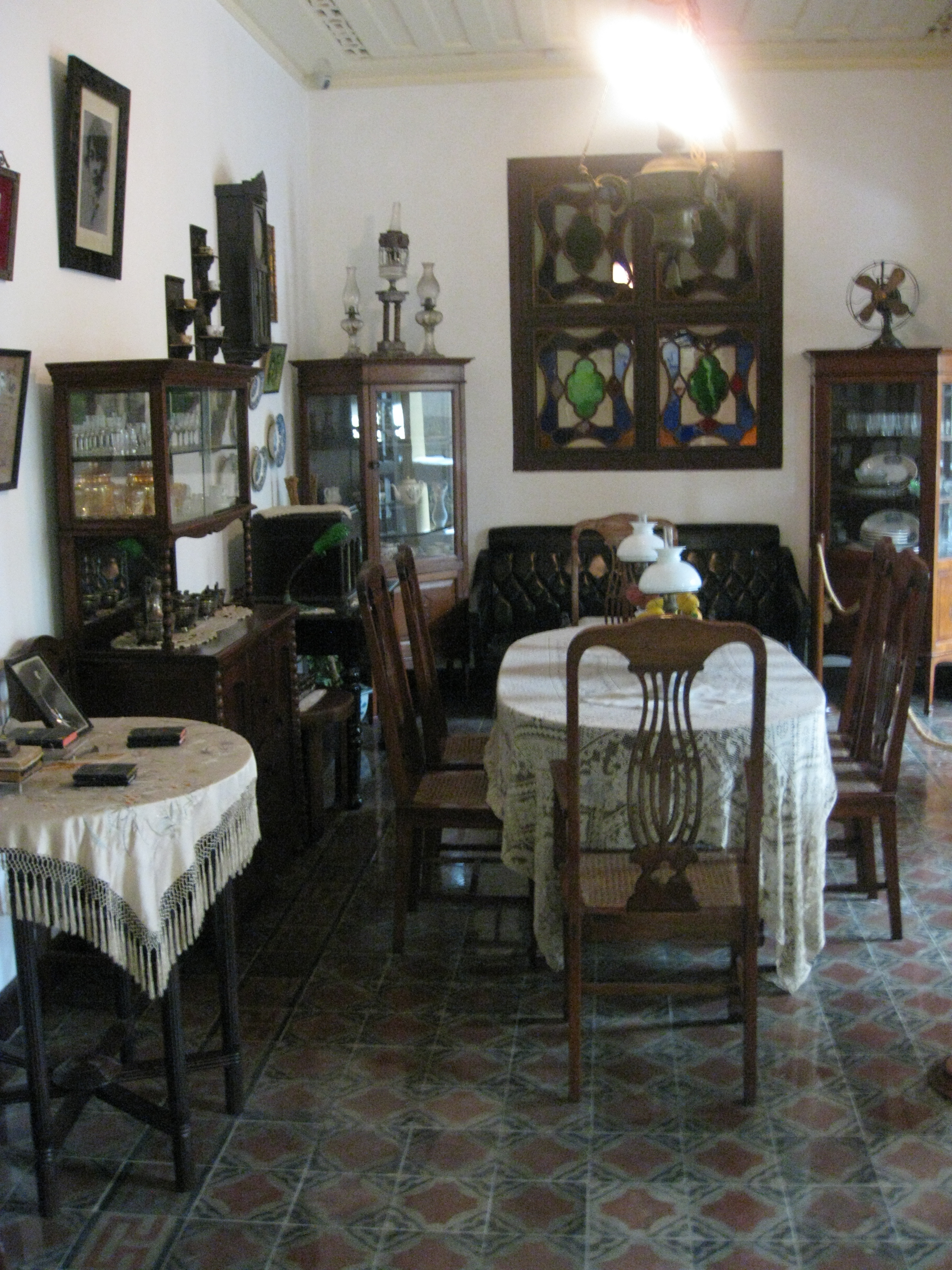
.
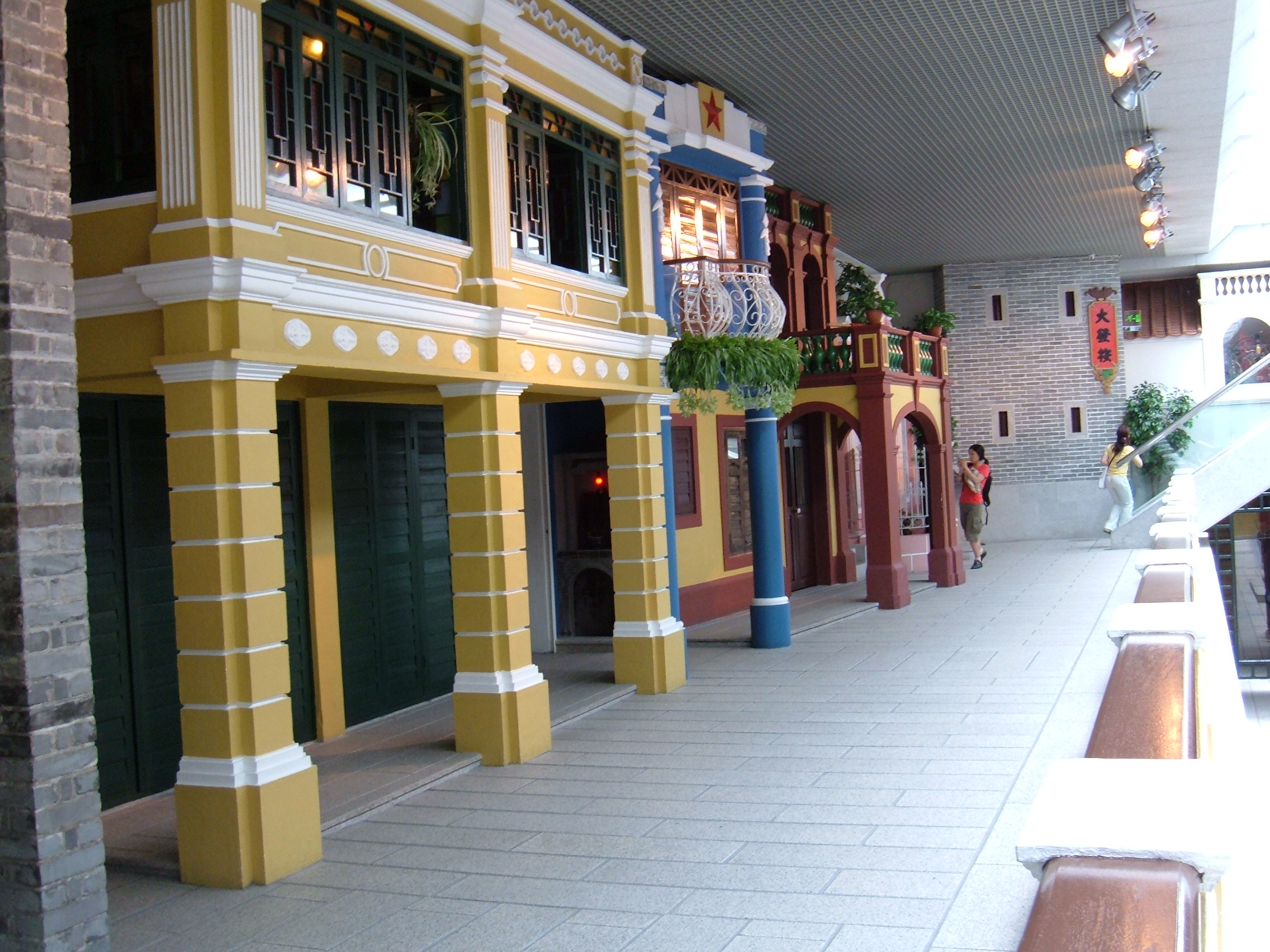
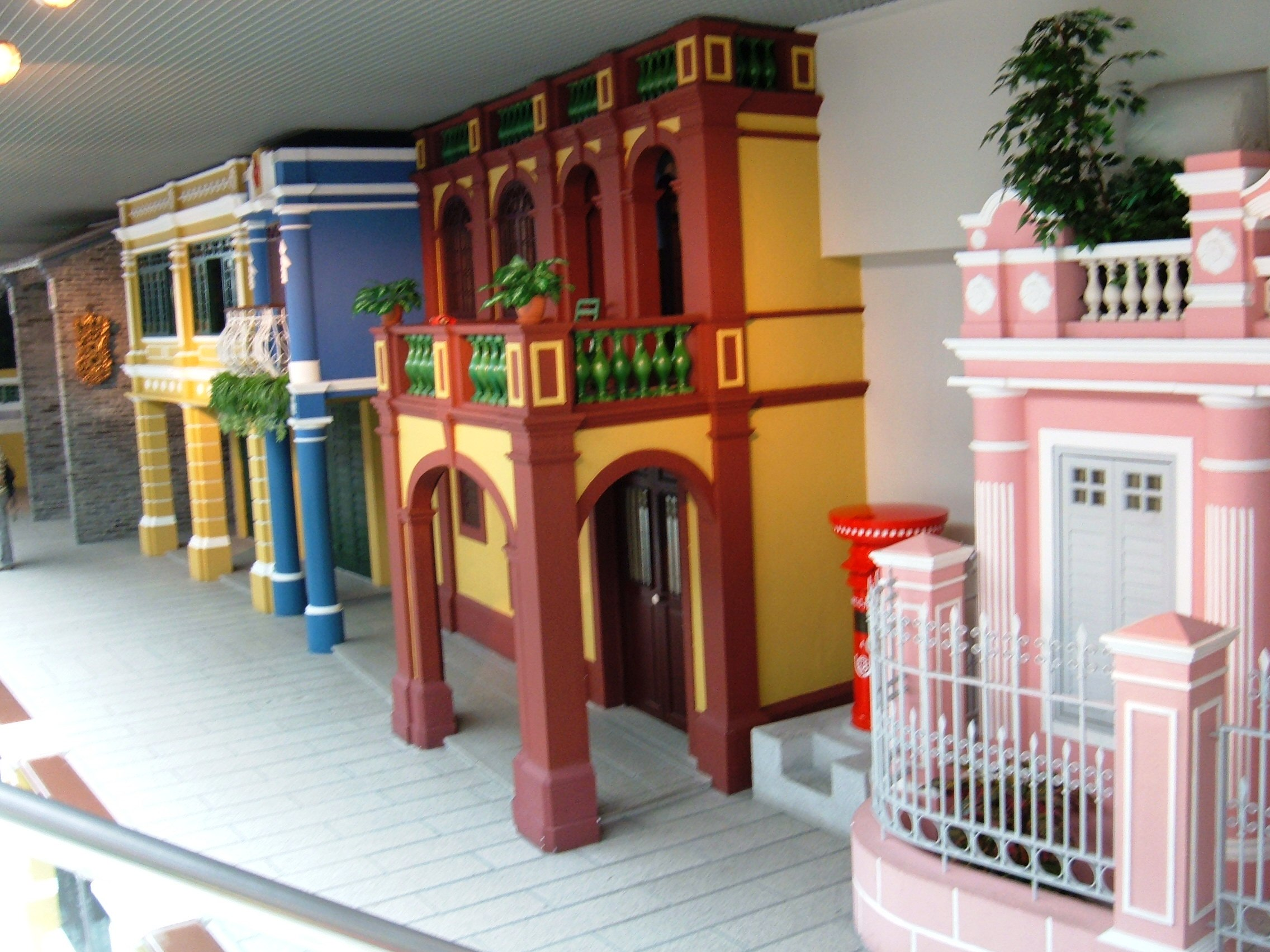
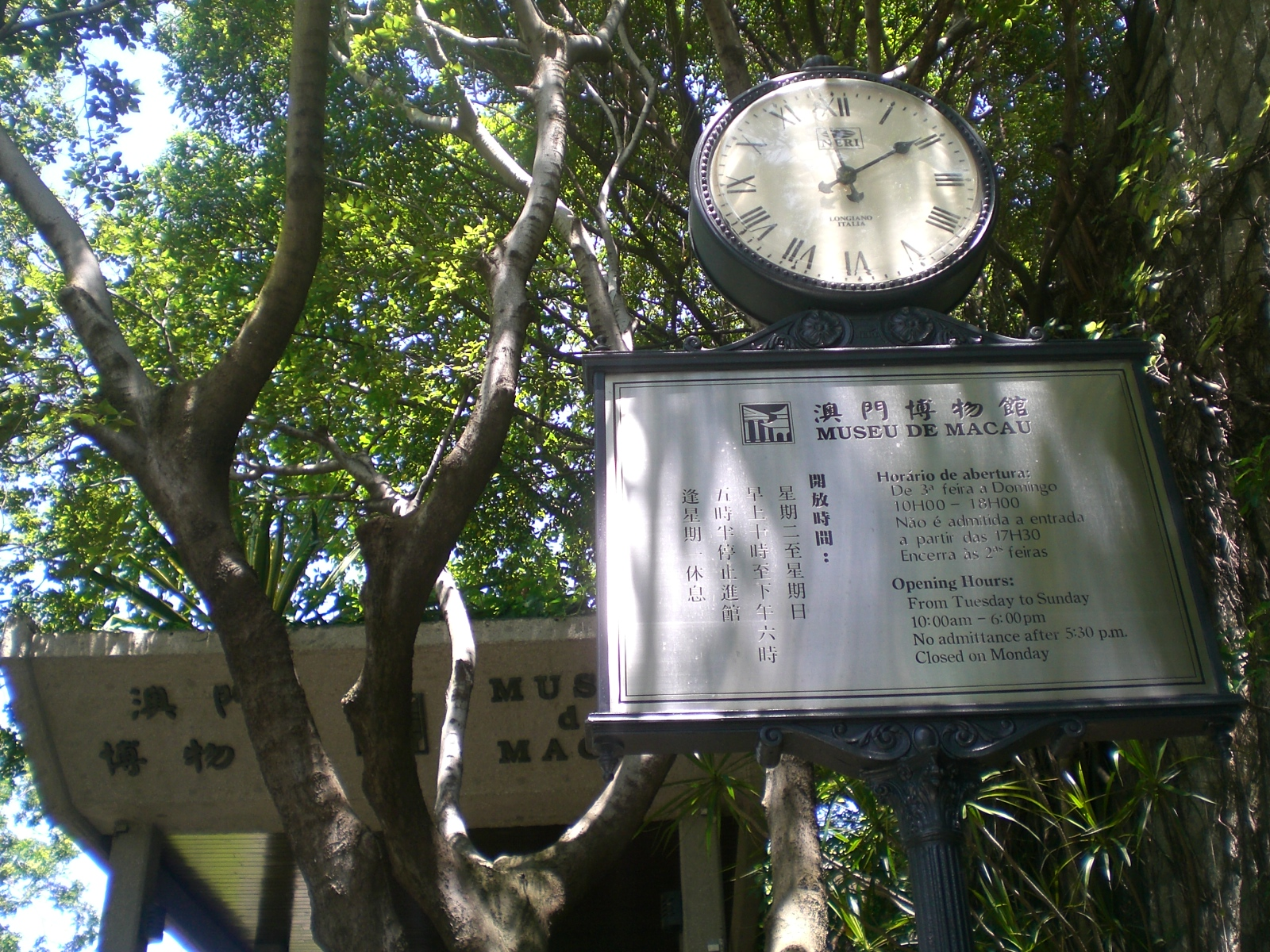

## Час роботи
Потрапити в музей Макао можна щодня крім понеділка. Також кожне 15 число місяця — для всіх відвідувачів вхід безкоштовний. Для дітей, студентів та літніх людей передбачені знижки.
- Будні: 10:00 — 18:00
- Вихідні: 10:00 — 18:00

Вартість квитка — 15 патак.